# Џохар Дудајев
Џохар Мусајевич Дудајев (чеч. Dudin Musa-khant Dƶoxar, Дудин Муса-кӀант Джохар; Јалхори, 15. фебруар 1944 — Гихчу, 21. април 1996) био је чеченски националиста, дивизијски генерал и први председник самопроглашене Чеченске републике Ичкерије. Дудајев је пре распада Совјетског Савеза био члан комунистичке партије, високи ваздухопловни официр, генерал-мајор и командант 326. нуклеарне стратешке авијационе дивизије дугог домета РВ СССР. У периоду између 1991. и 1996. био је оснивач и председник самопроглашене Чеченске републике Ичкерије и врховни заповедник сепаратистичких снага током првог чеченског рата. Убијен је у ваздушном нападу од стране Руске авијације.